# Ihor Cvjetov
Ihor Serijovyč Cvjetov (in ucraino Ігор Сергійович Цвєтов?; Mykolaïv, 2 marzo 1994) è un atleta paralimpico ucraino specializzato nella gare di velocità e classificato T35 a causa di una paralisi cerebrale.

## Biografia
Affetto da una paralisi cerebrale causata da un incidente sui pattini a rotelle che gli ha causato una spasticità muscolare alle gambe, inizia a praticare l'atletica leggera ai tempi della scuola. Nel 2016 prende parte ai Giochi paralimpici di Rio de Janeiro, da dove torna a casa con due medaglie d'oro nei 100 e 200 metri piani T53, con tanto di record paralimpico fatto registrare sulla distanza più lunga.
Nel 2017 si laurea campione mondiale dei 100 e 200 metri piani T53 ai campionati del mondo paralimpici di Londra, mentre nel 2018 ripete l'impresa ai campionati europei paralimpici di Berlino. Ai mondiali paralimpici di Dubai 2019 si riconferma campione mondiale sia nei 100 che nei 200 metri piani T35, facendo registrare il record del mondo paralimpico su entrambe le distanze.
Nel 2021 conquista la medaglia di bronzo nei 100 metri piani T35 e quella d'oro nei 200 metri piani T35 ai campionati europei paralimpici di Bydgoszcz. Lo stesso anno ottiene due medaglie d'argento ai Giochi paralimpici di Tokyo, nei 100 e nei 200 metri piani T35. Tre anni dopo sale invece sul gradino più alto del podio nelle medesime gare alle Paralimpiadi di Parigi.

## Record nazionali
- 100 metri piani T35: 11"43 ( Parigi, 2 settembre 2024)
- 200 metri piani T35: 23"04  ( Dubai, 9 novembre 2019)

## Palmarès
| Anno | Manifestazione       | Sede           | Evento          | Risultato | Prestazione | Note                          |
| ---- | -------------------- | -------------- | --------------- | --------- | ----------- | ----------------------------- |
| 2016 | Giochi paralimpici   | Rio de Janeiro | 100 m piani T35 | Oro       | 12"31       |                               |
| 2016 | Giochi paralimpici   | Rio de Janeiro | 200 m piani T35 | Oro       | 25"11       | Record paralimpico            |
| 2017 | Mondiali paralimpici | Londra         | 100 m piani T35 | Oro       | 12"38       | Record dei campionati         |
| 2017 | Mondiali paralimpici | Londra         | 200 m piani T35 | Oro       | 25"52       |                               |
| 2018 | Europei paralimpici  | Berlino        | 100 m piani T35 | Oro       | 12"77       |                               |
| 2018 | Europei paralimpici  | Berlino        | 200 m piani T35 | Oro       | 26"10       |                               |
| 2019 | Mondiali paralimpici | Dubai          | 100 m piani T35 | Oro       | 11"77       | Record mondiale               |
| 2019 | Mondiali paralimpici | Dubai          | 200 m piani T35 | Oro       | 23"04       | Record mondiale               |
| 2021 | Europei paralimpici  | Bydgoszcz      | 100 m piani T35 | Bronzo    | 11"90       |                               |
| 2021 | Europei paralimpici  | Bydgoszcz      | 200 m piani T35 | Oro       | 23"14       | Record dei campionati         |
| 2021 | Giochi paralimpici   | Tokyo          | 100 m piani T35 | Argento   | 11"47       | Miglior prestazione personale |
| 2021 | Giochi paralimpici   | Tokyo          | 200 m piani T35 | Argento   | 23"25       |                               |
| 2023 | Mondiali paralimpici | Parigi         | 100 m piani T35 | Oro       | 11"78       |                               |
| 2023 | Mondiali paralimpici | Parigi         | 200 m piani T35 | Oro       | 23"30       |                               |
| 2024 | Giochi paralimpici   | Parigi         | 100 m piani T35 | Oro       | 11"43       | Miglior prestazione personale |
| 2024 | Giochi paralimpici   | Parigi         | 200 m piani T35 | Oro       | 23"19       |                               |